# جويل مونتيرو
جويل مونتيرو هو لاعب كرة قدم برتغالي في مركز الدفاع، ولد في 1 مايو 1991 في بورتو في البرتغال. لعب مع نادي فاماليساو.

## وصلات خارجية
- جويل مونتيرو على موقع قاعدة بيانات كرة القدم.إي يو (الإنجليزية)
- جويل مونتيرو على موقع Soccerway.com (الإنجليزية)